# 芮伯萬
芮伯万，春秋时期芮国君主。
前709年，芮伯万的母亲芮姜厌恶芮伯的宠姬太多，于是将他驱逐到魏城。前708年秋，秦国军队袭击芮国，由于轻敌，秦军战败。冬，周桓王派军队联合秦军包围芮国，俘获芮伯返回。前703年秋，虢仲、芮伯、梁伯、荀侯、贾伯，共同出兵讨伐曲沃。前702年秋，秦国将芮伯万送回芮国。《汉书·古今人表》将他定位九等下下。